# Sint Philipsland (village)
Sint Philipsland est un village néerlandais sur la presqu'île zélandaise de Sint Philipsland, qui fait partie de la commune de Tholen. Sint Philipsland compte environ 2 600 habitants.
Jusqu'en 1995, année de sa fusion avec Tholen, Sint Philipsland était une commune indépendante, contenant la presqu'île de Sint Philipsland et l'eau extérieure. L'ancienne commune couvrait une superficie de 40,19 km² (dont 14,85 km² d'eau).

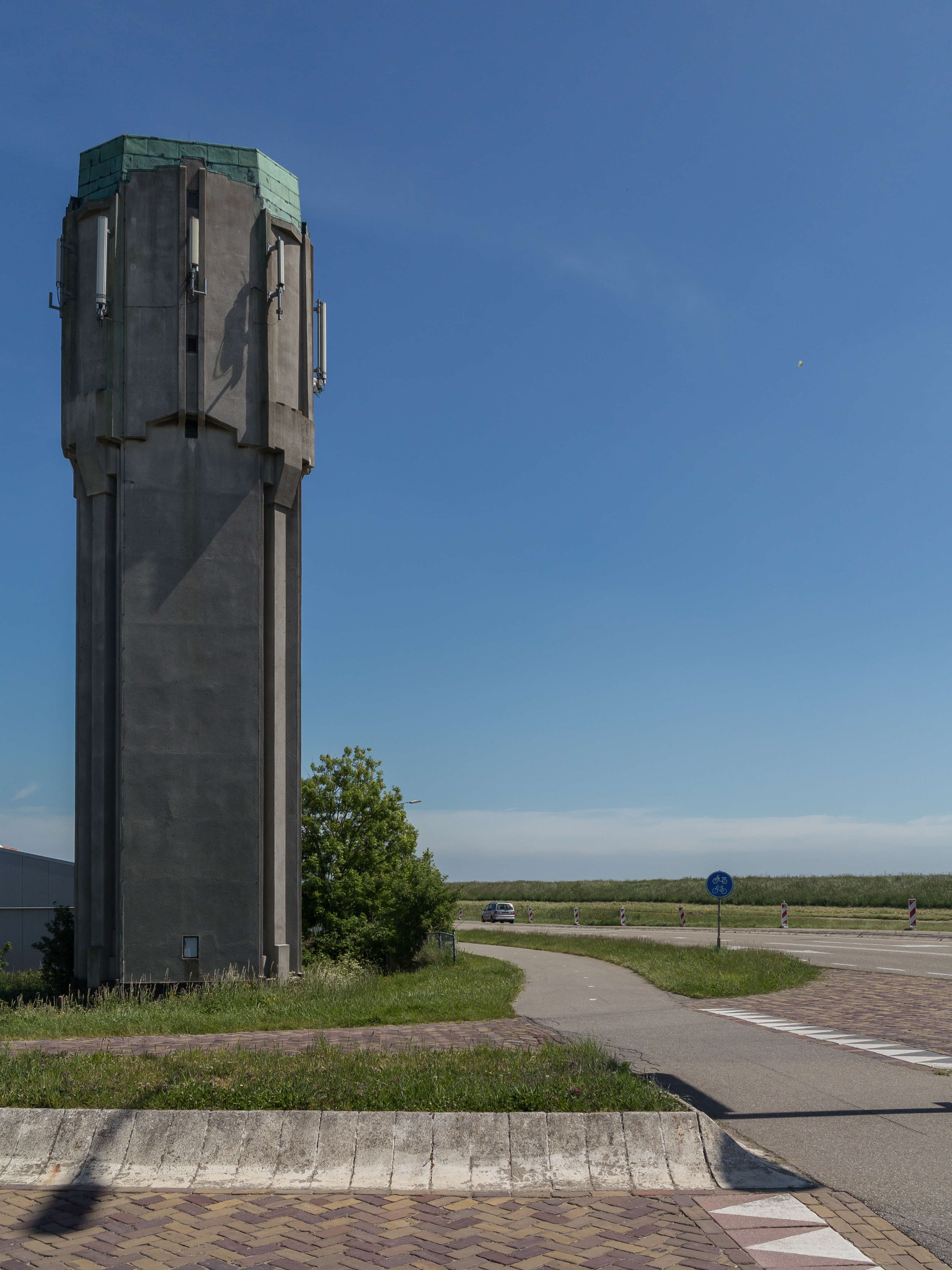
Le château d'eau

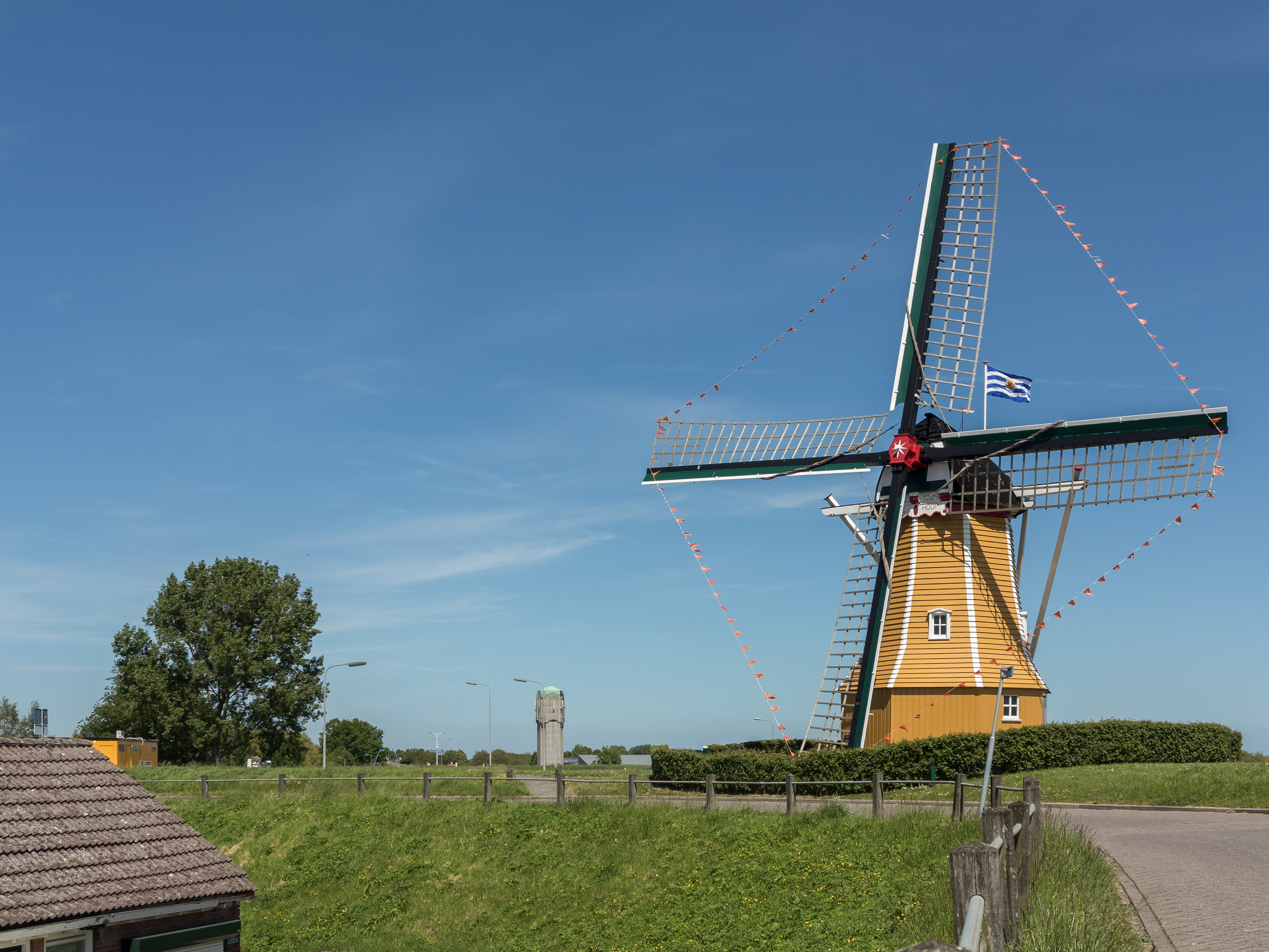
Le moulin de l'espoir